# Ulomorpha nigrodorsalis
Ulomorpha nigrodorsalis är en tvåvingeart som beskrevs av Alexander 1949. Ulomorpha nigrodorsalis ingår i släktet Ulomorpha och familjen småharkrankar. Inga underarter finns listade i Catalogue of Life.